# Riccardo Tolentino
Riccardo Tolentino fue un director de cine y actor italiano.
Desde 1910 al año 1920 dirigió 26 películas, entre las cuales se encuentra La cabaña del tío Tom (1918), casualmente contemporánea de la estadounidense del mismo título, interpretada por Paola Pezzaglia, Camillo Pilotto y Maria Campi. El año anterior dirigió Wanda Warenine, adaptación de un cuento de Pushkin.

## Filmografía

### Director
- Il passato che torna - cortometraje (1912)
- L'anniversario  (1914)
- Un naufrago della vita - cortometraje (1914)
- La puledra bianca - cortometraje (1914)
- L'eterno fidanzamento  (1914)
- L'ultimo dei Caldiero - cortometraje (1914)
- Il genio della guerra  (1914)
- Inno al sole  (1915)
- Sacrificio sublime  (1915)
- Una terribile avventura di Cannelloni - cortometraje (1915)
- Il mio diario di guerra  (1915)
- Zitellone deluse - cortometraje (1916)
- Tragica sinfonia - cortometraje (1916)
- Zingara  (1916)
- Sul limite della folia  (1916)
- Le memorie di una istitutrice  (1917)
- L'approdo - cortometraje (1917)
- Wanda Warenine  (1917)
- Sorrisi e spasimi della menzogna  (1917)
- Marzy pel vasto mundo  (1917)
- Uragano  (1918)
- Le tre moschettiere  (1918)
- A peso d'oro  (1918)
- La capanna dello zio Tom  (1918)
- Un dramma in wagon-lits  (1919)
- Il re dell'abisso  (1919)

### Actor
- L'anniversario  (1914)
- Otello, regia de Arrigo Azota  (1914)
- Un naufrago della vita - cortometraje (1914)
- La puledra bianca - cortometraje (1914)
- EIl genio della guerra  (1914)
- Il mio bimbo - cortometraje (1915)
- Glo icchi che accusano  (1915)
- Val d'olivi, regia de Eleuterio Rodolfi (1916)
- Il soldato d'Italia, dirigida por Alberto Traversa - cortometraje (1916)
- Otello, dirigida por Camillo De Riso - cortometraje (1920)
- Giuseppe Verdi, dirigida por Carmine Gallone  (1938)